# Rubus japonicus
Rubus japonicus là loài thực vật có hoa trong họ Hoa hồng. Loài này được (Maxim.) Focke miêu tả khoa học đầu tiên năm 1874.